# Diaw Doudou
Diaw Doudou (Pikine, Dakar, Senegal; 31 de octubre de 1975) es un futbolista senegalés que juega de defensor en el Atlético Roma de la Lega Pro Prima Divisione de Italia.

## Clubes
| Club            | País   | Año       |
| --------------- | ------ | --------- |
| Milazzo         | Italia | 1998-1999 |
| Igea Virtus     | Italia | 1999-2000 |
| AC Ancona       | Italia | 2000-2001 |
| AS Bari         | Italia | 2001-2005 |
| Torino          | Italia | 2005-2007 |
| Cesena          | Italia | 2007-2008 |
| Avellino Calcio | Italia | 2008-2009 |
| Atlético Roma   | Italia | 2009-     |